# ハラランボス・リコヤニス
ハラランボス・リコヤニス（Charalambos Lykogiannis 、1993年10月22日 - ）は、ギリシャ・ピレウス出身の同国代表プロサッカー選手。ボローニャFC所属。ポジションはDF。

## 経歴

### クラブ
地元クラブであるオリンピアコスFCの下部組織出身。2012年1月25日、キペロ・エラーダスのパニオニオスFC戦でトップチームデビューを飾った。
2015年7月、SKシュトゥルム・グラーツに移籍。
2018年1月17日、カリアリ・カルチョと4年半契約を結んだ。
2022年7月1日、ボローニャFCに移籍した。

### 代表
ユース年代からのギリシャ代表歴がある。
2017年5月24日、フル代表初招集。同年9月3日、2018 FIFAワールドカップ・ヨーロッパ予選のベルギー代表戦でフル代表デビューを果たした。

## 所属クラブ
ユース
- オリンピアコスFC 2007-2011

プロ
- オリンピアコスFC 2011-2015

→レヴァディアコスFC 2013-2014 (loan)
→エルゴテリスFC 2014-2015 (loan)
- SKシュトゥルム・グラーツ 2015-2018
- カリアリ・カルチョ 2018-2022
- ボローニャFC 2022-

## 代表歴
- U-17ギリシャ代表
  - UEFA U-17欧州選手権2007予選
- U-19ギリシャ代表
  - UEFA U-19欧州選手権2012
- U-20ギリシャ代表
  - 2013 FIFA U-20ワールドカップ
- U-21ギリシャ代表
- ギリシャ代表

## タイトル
オリンピアコス
- ギリシャ・スーパーリーグ: 2012–13
- キペロ・エラーダス: 2012–13

シュトゥルム・グラーツ
- オーストリア・カップ: 2017-18